# 後手
後手（ごて）とは、2人で交互に着手するボードゲームにおいて、最初の一手（初手）を着手する側（先手）の次の一手（2手め）を着手する側を指す用語。後手は後手番ともいう。
先後と駒の色、先後の決定方法などについては先手を参照。
将棋で駒落ちの対局を行う場合には、駒を落とした側の対局者を上手（うわて）、落とされた側を下手（したて）といい、振り駒はせずに上手から指し始める。同様に、囲碁の置き碁では、黒石を置かせた側を上手、置いた側を下手といい、白を持つ上手から打ち始める。したがって、これらの場合は「後手」とは言わず「下手」という。
- 囲碁用語。ある対局者の着手に対して相手が離れた場所に着手（手抜き）すると先の対局者に大きな得をする手段が残る場合、先の対局者の着手を先手という。「手抜きする」ことを「手を抜く」ともいう。通常は先手と呼ばれる着手をされた相手は手抜きせずに先の対局者に得をさせない着手で応じる。この着手を後手（で受ける）という。石を取るか取られるかの戦いなどの場合、互いに手を抜けずに相手の着手の近くに着手することを繰り返す場合があり、その最後の着手を「後手を引く」という。また、その最後の着手で「一段落」という。
- 将棋用語。ある局面で何らかの不利益（王手や飛車取りなど）を回避するために指し手を抜けない場合に、それを回避するための指し手（王手の回避や飛車取りの回避など）が終わった段階で手番を握っていない側をいう。なお、後手になってしまうことを「後手を引く」という。